# Костел Петра і Павла (Рівне)
Костел святих Апостолів Петра і Павла і Божого Милосердя  — римо-католицький храм у місті Рівне на вулиці Соборній, 213.

## Історія
Збудований у 1934—1938 роках у популярному тоді стилі конструктивізм. 1934 року фабрика Чарторийських у Журавні з білого і чорного алебастру створила головний вівтар у стилі ар деко, оздоблений статуями святих Петра і Павла. Архітектор Юзеф Шостакевич, скульптор Ядвіга Городиська. У радянський час вівтар знищено.
Після Другої світової війни у 1945 храм зачинили, в ньому розташовувалися спортзал та офіс.
1991 року храм повернули вірянам. 26 жовтня 1991 його освятив єпископ Рафал Керницький.
Адреса парафії: м. Рівне, вул. Соборна, 213.
Адреса парафії у Facebook https://www.facebook.com/groups/rivne.katolyky

## Галерея

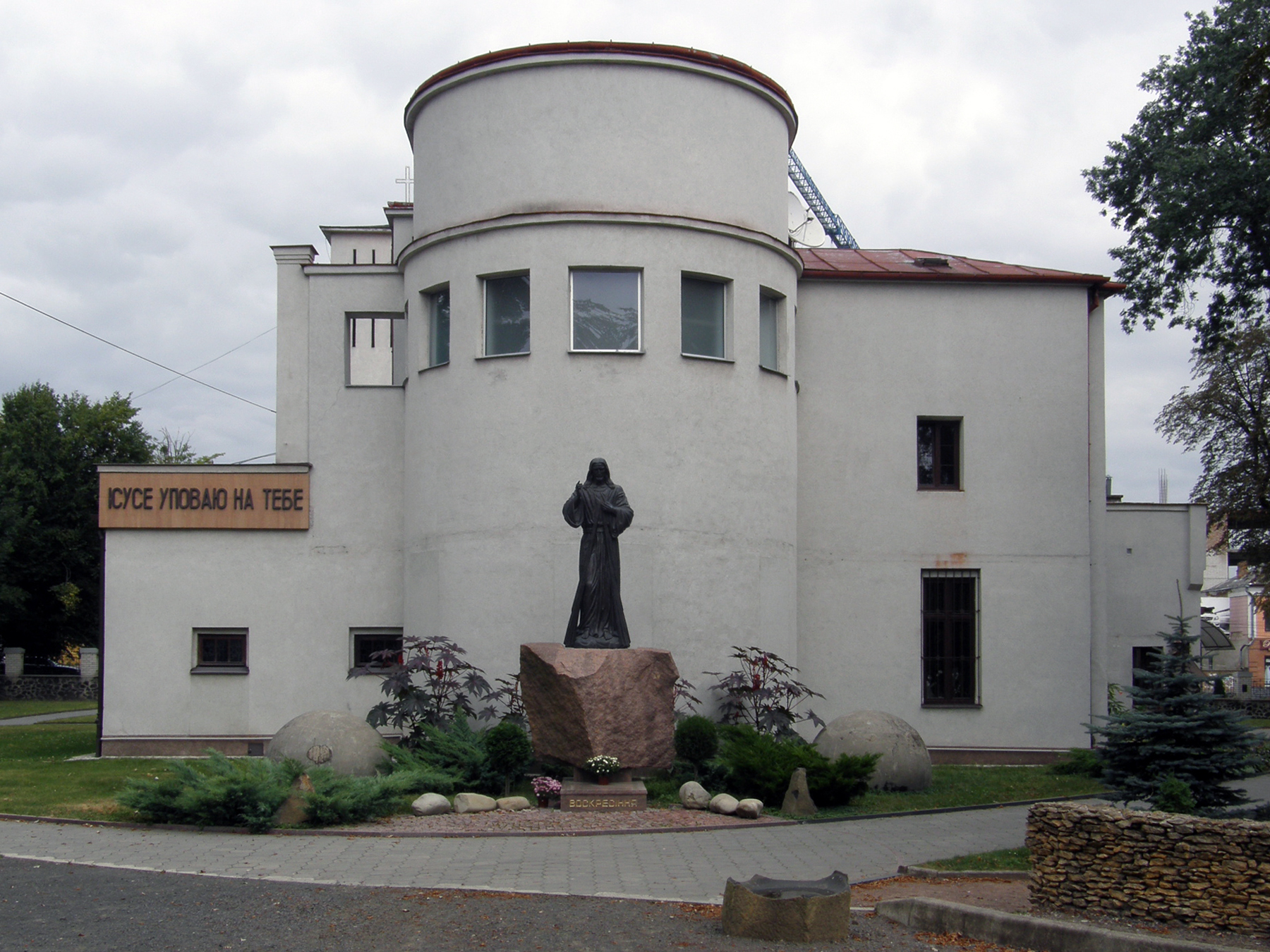
Фасад з боку вівтаря
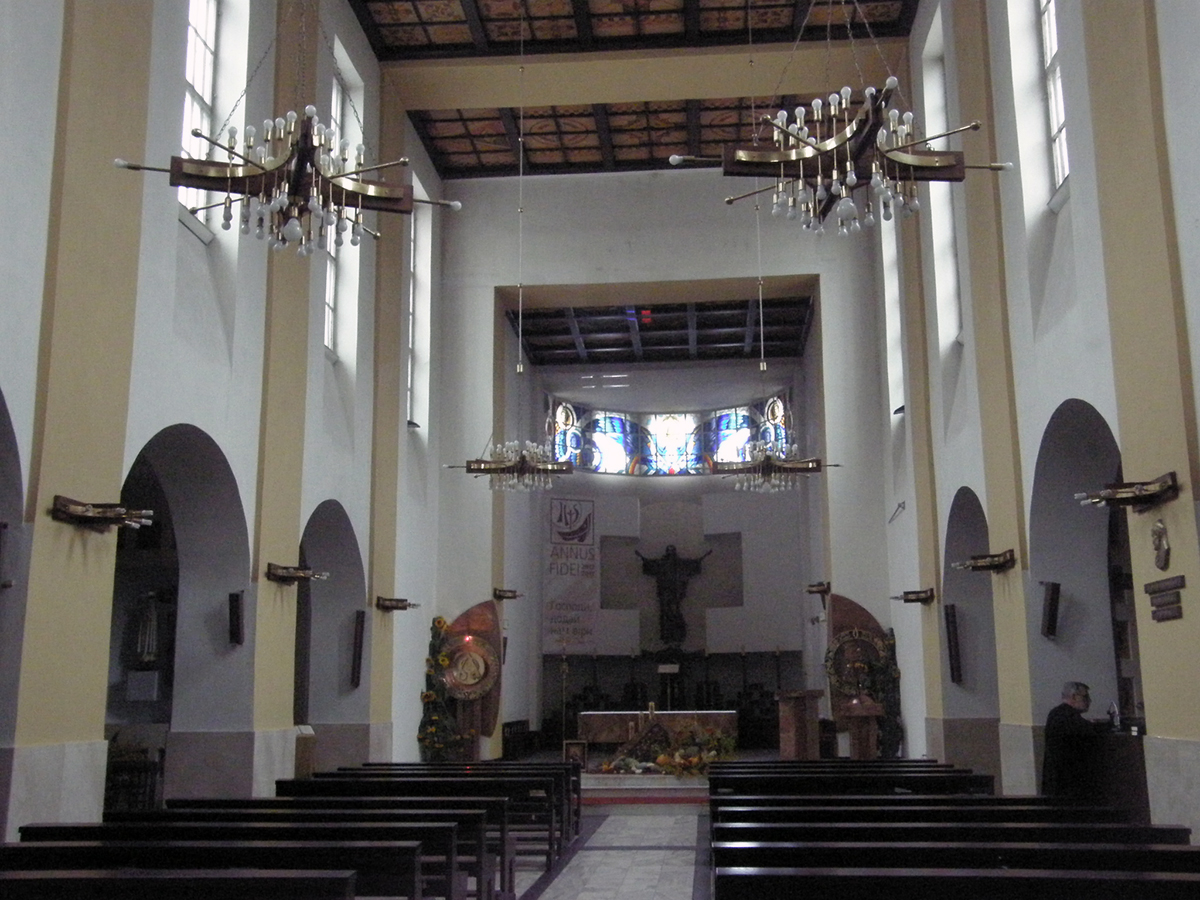
Костел усередині